# 리놉테라속
리놉테라속(Rhinoptera)은 매가오리목에 속하는 가오리류 집단이다. 리놉테라과(Rhinopteridae)의 유일한 속 분류군이며, 해당 분류군에 속해 있는 종들을 통틀어서 "소코가오리(Cownose ray)"라고 부른다.

## 상세
대서양과 인도-태평양의 아열대 지역에 분포해 있으며 먼 거리를 이동하는 원양 어류 집단이다. 서식지를 옮길 때에는 여러 마리의 개체가 함께 모여 집단 이동을 하는데, 일반 소코가오리(Rhinoptera bonasus)의 경우 수 만 마리 이상이 모이기도 한다.
머리는 짧고 뭉툭하게 생겼으며, 치판이 매우 단단하다. 이 치판으로 이매패류처럼 단단한 껍데기를 지닌 무척추동물을 부숴 먹을 수 있다. 가슴지느러미는 삼각형 모양이며 이것을 퍼덕이면서 헤엄을 칠 수 있다. 기다란 꼬리에는 독가시가 있으며, 리놉테라류의 독은 생명에 지장을 주는 수준은 아니지만 꿀벌의 독침처럼 상대방에 짧은 통증과 쇠약함을 일으키게 할 수 있다. 모든 종이 난태생으로 번식을 한다.

## 분류
리놉테라과는 2014년 이전까지 조셉 넬슨(Joseph S. Nelson)에 의해 매가오리과의 하위 분류군인 리놉테라아과(Rhinopterinae)로 취급되었다. 그러나 2014년 이후, 윌리엄 화이트(William T. White)의 분류 개정으로 리놉테라아과는 매가오리과에서 따로 분리되어 독자적인 분류군을 형성하였다. 현재까지 알려진 속 분류군은 리놉테라속이 유일하다.

### 종 목록
- 거친소코가오리 (Rhinoptera adspersa)
- 소코가오리 (Rhinoptera bonasus)
- 브라질소코가오리 (Rhinoptera brasiliensis)
- 납작코가오리 (Rhinoptera javanica)
- 오만소코가오리 (Rhinoptera jayakari)
- 루시타니아소코가오리 (Rhinoptera marginata)
- 오스트레일리아소코가오리 (Rhinoptera neglecta)
- 황금소코가오리 또는 태평양소코가오리 (Rhinoptera steindachneri)
- †Rhinoptera prisca
- †Rhinoptera rasilis
- †Rhinoptera raeburni
- †Rhinoptera schultzi
- †Rhinoptera sherborni
- †Rhinoptera smithii
- †Rhinoptera studeri
- †Rhinoptera woodwardi

## 사진

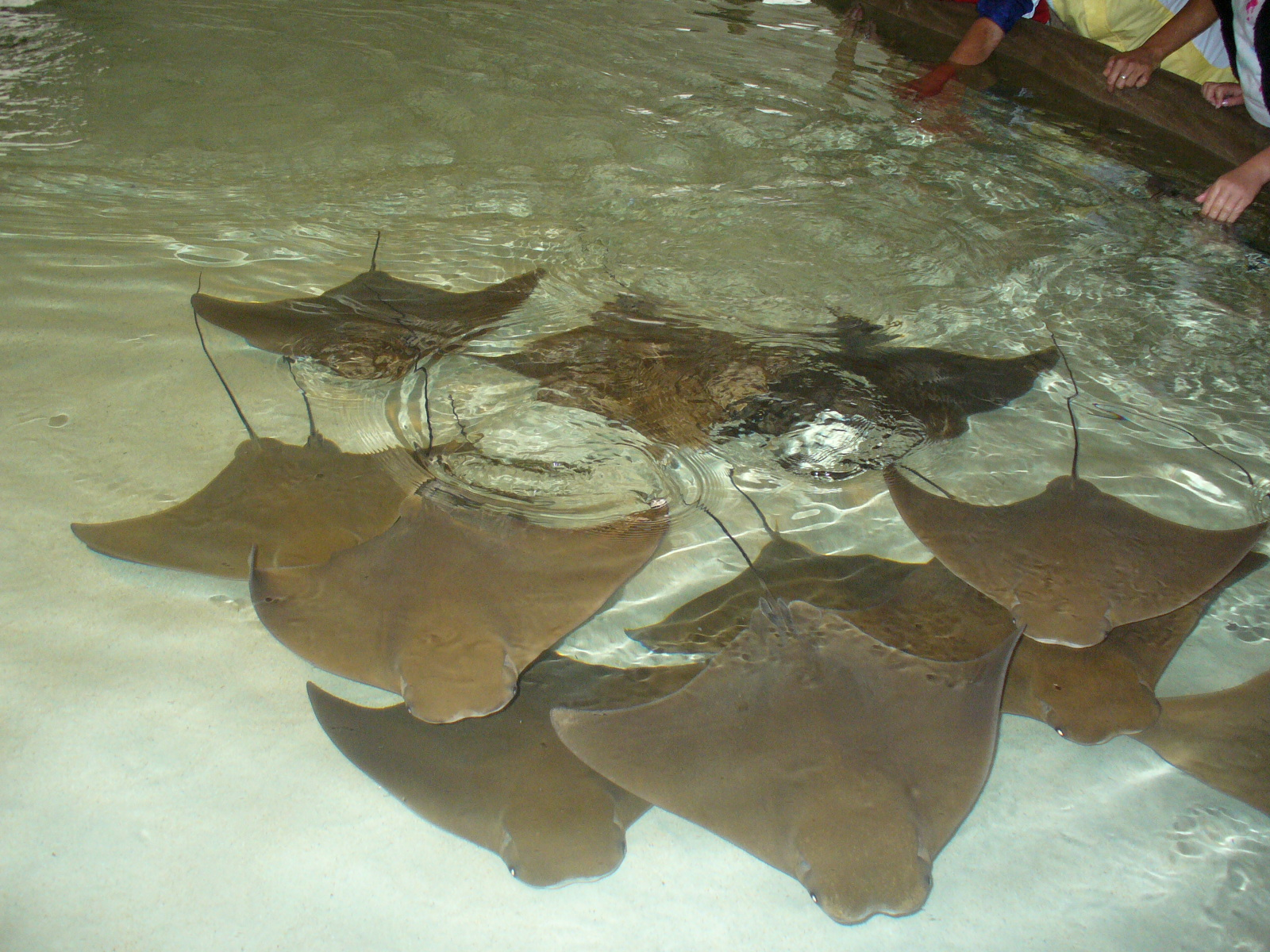
여러 마리의 소코가오리.
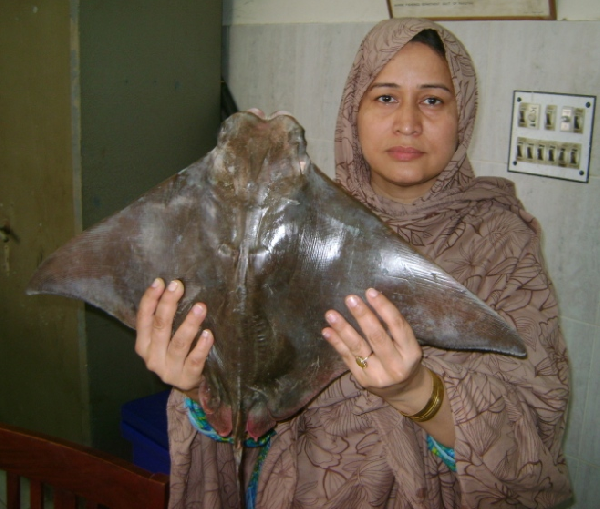
납작코가오리의 표본.
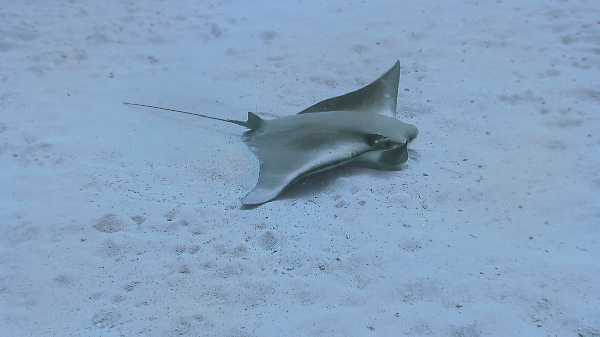
해저면의 루시타니아소코가오리.
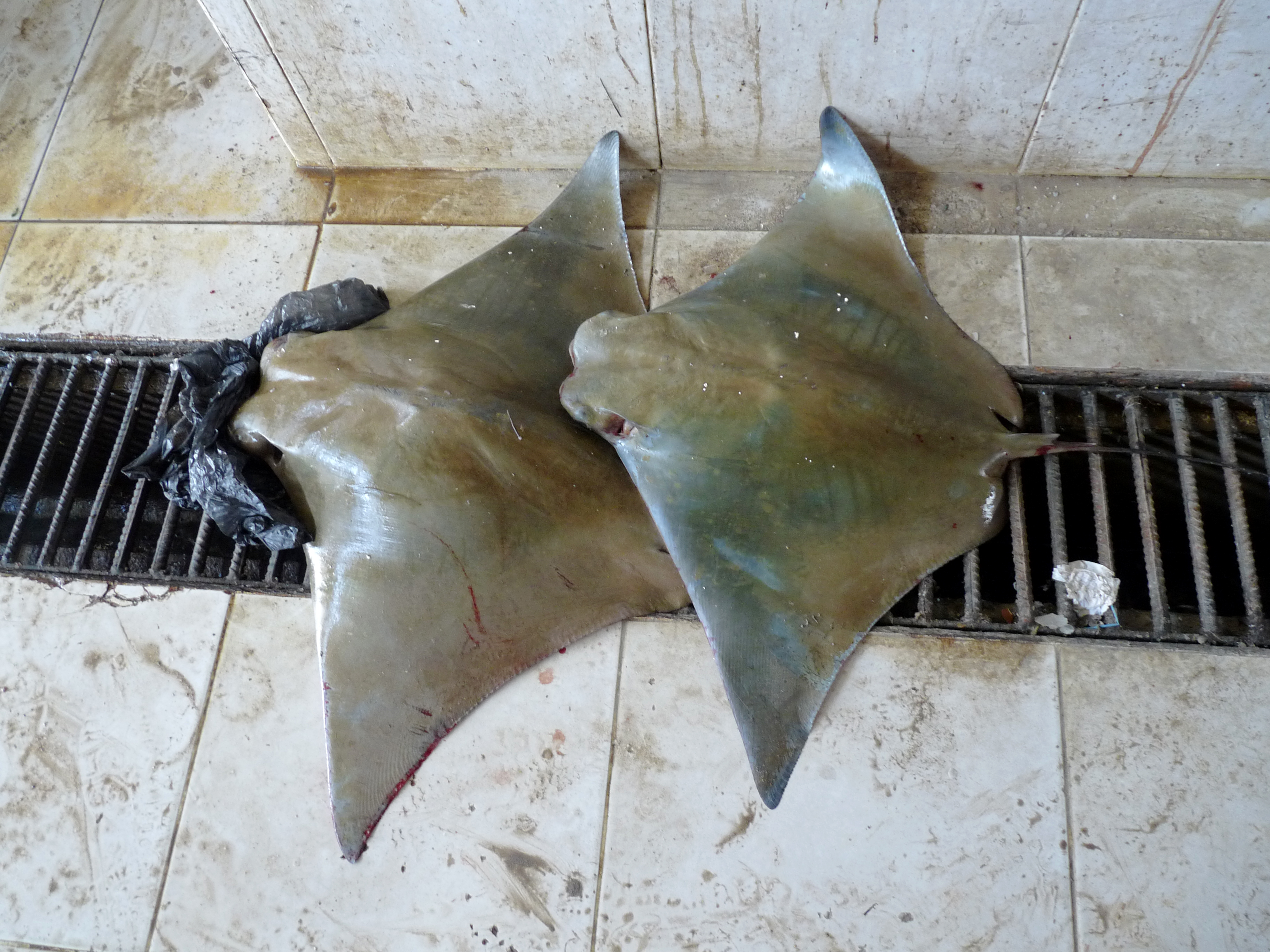
신원 불명의 리놉테라류.